# Neopanorpa chillcotti
Neopanorpa chillcotti är en näbbsländeart som beskrevs av George W. Byers 1971. Neopanorpa chillcotti ingår i släktet Neopanorpa och familjen skorpionsländor. Inga underarter finns listade i Catalogue of Life.